# M.C. Gainey
Mike Connor Gainey, född 18 januari 1948 i Jackson, Mississippi, är en amerikansk skådespelare.

## Filmografi
- 1981 – Dynastin (TV-serie) (1 avsnitt)
- 1982 – Gänget och jag (TV-serie) (1 avsnitt)
- 1982 – Knight Rider (TV-serie) (1 avsnitt)
- 1982 – The Dukes of Hazzard (TV-serie) (1 avsnitt)
- 1983 – T.J. Hooker (TV-serie) (1 avsnitt)
- 1983 – The A-Team (TV-serie) (1 avsnitt)
- 1986 – Skål (TV-serie) (1 avsnitt)
- 1988 – Spellbinder
- 1989 – Oskyldigt dömd
- 1990 – El Diablo
- 1992 – Mighty Ducks - Mästarna
- 1992 – Mirakel till salu
- 1992 – Falska motiv
- 1993 – Geronimo
- 1994 – Blind Justice
- 1994 – New Eden
- 1995 – One Tough Bastard
- 1996 – Citizen Ruth
- 1996 – Don't Look Back
- 1996 – The Fan
- 1996 – The Secret Agent Club
- 1997 – Breakdown
- 1997 – Con Air
- 1997 – Nash Bridges (TV-serie) (1 avsnitt)
- 1998 – Bröderna Deedles
- 1999 – Pensacola - vingar av guld (TV-serie) (1 avsnitt)
- 2001 – Arkiv X (TV-serie) (1 avsnitt)
- 2002 – Highway
- 2002 – Run Ronnie Run!
- 2002 – Nalles stora äventyr
- 2003 – Terminator 3: Rise of the Machines
- 2003 – The Cooler
- 2003 – The Last Cowboy
- 2003 – The Wonderland Murders
- 2004 – Sideways
- 2004 – Wake Up, Ron Burgundy: The Lost Movie
- 2005 – Are We There Yet?
- 2005–2008 – Lost (TV-serie) (19 avsnitt)
- 2005 – The Dukes of Hazzard
- 2006 – Relative Strangers
- 2006 – The TV Set
- 2006 – Two Tickets to Paradise
- 2006 – Everlast
- 2007 – Mr. Woodcock
- 2007 – Wild Hogs
- 2007 – The Death and Life of Bobby Z
- 2007 – Deep Fear
- 2009 – All About Steve
- 2009 – Cityakuten (TV-serie) (1 avsnitt)
- 2009 – Tripping Forward
- 2010 – Love Ranch
- 2011 – Leave
- 2012 – Django Unchained
- 2012 – Stolen
- 2013 – The Pardon